# Viviès

Viviès este o comună în departamentul Ariège din sudul Franței. În 1 ianuarie 2022 avea o populație de 156 de locuitori.